# Micraxylia hypericoides
Micraxylia hypericoides är en fjärilsart som beskrevs av Emilio Berio 1962. Micraxylia hypericoides ingår i släktet Micraxylia och familjen nattflyn. Inga underarter finns listade i Catalogue of Life.